# Föreningen för kvinnans politiska rösträtt i Umeå

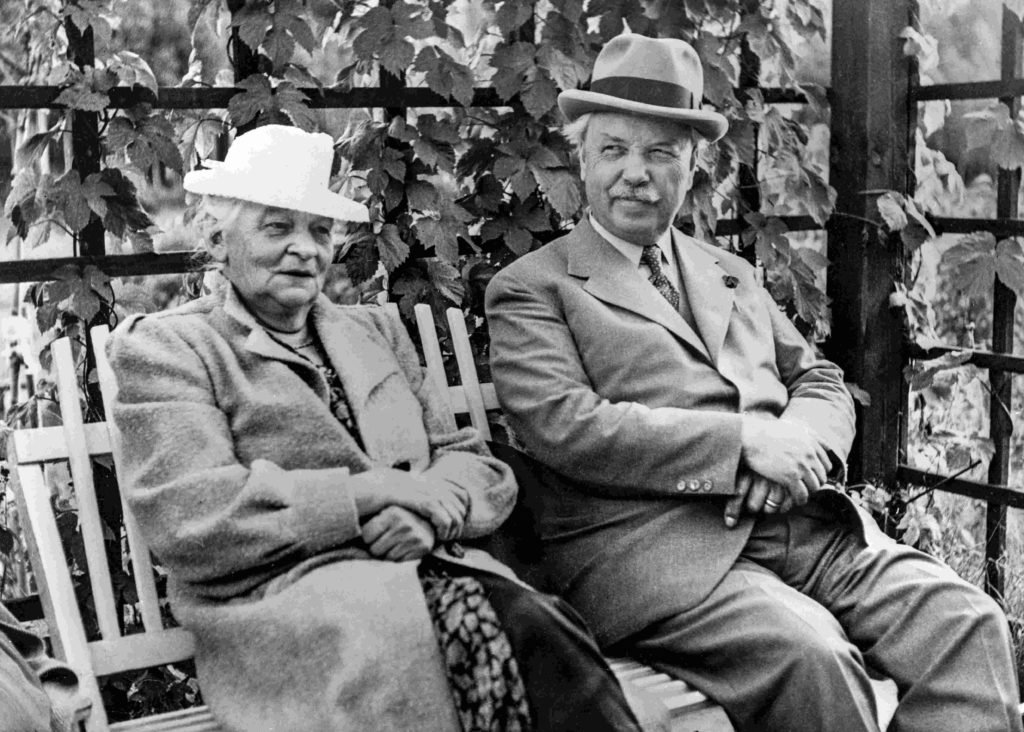
Ingeborg Öquist och Gustav Rosén.

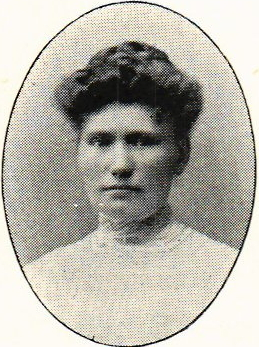
Anna Grönfeldt SPA (cropped)

Föreningen för kvinnans politiska rösträtt i Umeå, även kallad Umeåföreningen för kvinnans politiska rösträtt, var Umeås lokalförening inom Landsföreningen för kvinnans politiska rösträtt (LKPR). Föreningen var verksam lokalt i Umeå 24 november 1903–1919, och arbetade för införandet av kvinnors rösträtt i Sverige. Umeåföreningen har beskrivits som den mest aktiva rösträttsföreningen i Norrland. 

## Historia
Frågan togs upp offentligt i staden första gången under Ann Margret Holmgrens Norrlandsresa år 1903. Hon skrev vid detta tillfälle: "uteslutande öferklasspublik och då går det alltid bäst, ty till dem vet jag hvad jag bör säga. Att tala till arbetare och arbeterskor däremot lägger sig som en tyngd på bröstet. Jag känner att de äro mig för obekanta – jag har så litet left med dem vet ej deras tankesätt mm. vet ej hvilka argument de skola ta fast på o.s.v."
Bland aktiviteterna fanns föredrag, samkväm, insamling av medel och förhandlingar om samarbete med andra organisationer.
Föreningen sände i januari 1906 en skrivelse till varenda riksdagsledamot: 
"Utan allt tvifvel kommer rösträttsfrågan före vid nu instundande riksdag, och den torde rättvisligen böra läsas på en gång i hela sin omfattning, således äfven frågan om kvinnans politiska rösträtt. Skälen för det rättvisa i kvinnans fordran på likställighet med mannen, äfven i fråga om politisk rösträtt, äro för ofta framställda och torde vara för Eder alltför välbekanta för att här behöfva upprepas, liksom ock att vi kvinnor djupt känna den orättvisa, som ligger i att vara utestängda från allt inflytande på den lagstiftning, som berör våra viktigaste lifsintressen. Umeåafdelningen af F. K. P. R. tillåter sig härmed att vördsamlingen hemställa, det Ni, herr Riksdagsman, villeväcka eller understödja motion om politisk rösträtt för kvinna på samma villkor som för man."
Den 11 december 1906 tillsattes ett tiotal nya stadsfullmäktige tillsättas och 11 återväljas, "hvarföre valet lifligt intresserade alla, och F. K. P. R. utlyste sammanträde för diskussion om valkandidaterna. En egen lista uppsattes, och vann stor tillslutning, äfven af män." 24 procent röstberättiga kvinnor deltog i kommunalvalet. Lokalpressen beskrevs som tillmötesgående, och hjälpte genom artiklar till med underskrifter till kvinnornas masspetition, och samlade 1,818 namn.
År 1908 rapporterades följande: 
"En kurs i samhällslära pågår, varvid föreläsningar ha hållits över följande ämnen: “Kommunalförvaltningen“, “Regeringsmakten“ (2 föredrag), “Riksdagen“ (2 föredrag). Kursen kommer att fortgå även 1909 och föreläsarna äro: fröknarna Sundelius, Åstrand och Grönfeldt. Åhörarna ha i medeltal uppgått till ungefär 50 vid varje föreläsning. Till alla riksdagsmannakandidater i länet hava frågoformulär avsänts angående deras ställning till den kvinnliga rösträttsfrågan [...] Av platstidningarna äro tvänne för kvinnornas rösträttssak och tvänne avgjorda motståndare.".
I fyllnadsval i mars 1910 blev en av föreningens medlemmar, Helena Ljungberg, Sveriges första kvinna i stadsfullmäktige i landsorten. I de allmänna valen till Stadsfullmäktige 1911 blev Ingeborg Öquist, Helena Ljungberg och Anna Grönfeldt, alla medlemmar i föreningen, de tre första kvinnorna i Umeå Stadsfullmäktige genom allmänna val. 
1916 firade föreningen Birgittadagen i läroverket, en dag som då blivit en samlingsdag för kvinnorörelsen. 
Inför valet 1916 lämnade föreningen in skrivelser till samtliga politiska partier med begäran om valbar plats för en kvinnlig kandidat till kommunfullmäktige, där kvinnor hade både rösträtt och valbarhet.
Kvinnlig rösträtt accepterades av riksdagen 1919 och genomfördes 1921, vilket medförde att både landsföreningen och alla dess lokalföreningar upphörde mellan 1919 och 1921.

## Ordförande
- Ingeborg Öquist, 1903–1921